# 小托马斯·J·沃森
小托马斯·约翰·沃森（英語：Thomas John Watson Jr.，1914年1月14日—1993年12月31日），美国企业家，慈善家与外交官。 他是IBM第 2 任总裁（1952-1971），第 11 届美国童子军总会长（1964-1968），第 16 届美国驻苏联大使（1979-1981）。 他在一生中获得了许多荣誉，包括1964年被林登·约翰逊（Lyndon B. Johnson）授予总统自由勋章。沃森被《財星》称为“历史上最伟大的资本家”和被《時代雜誌》列為“二十世纪最有影响力的一百人”之一。

## 早年生活
小托馬斯·沃森出生於1914年1月14日，在他父親被NCR解僱之前。之後，在最小兒子亞瑟·基特雷德·沃森出生之前，兩個妹妹珍和海倫出生。他在紐澤西州米爾本(英語：Millburn)短山(英語：Short Hills)社區成長。
這兩個兒子從很小的時候就沉浸在IBM中。他對於在五歲時拜訪俄亥俄州代頓工廠的第一個印象是他被帶到植物觀察室。甚至在他足齡上學之前，時常跟隨商務考察歐洲和出現在表揚年度傑出業務代表的IBM百分百俱樂部會議中。
在家裏，父親要求的紀律往往不合理又非常嚴苛。在他大約13歲左右，他已經得了六年現在臨床所謂的抑鬱症。
1974年，小沃森與記者聊天時，他描述了與父親的關係：“我父親和我曾經有過激烈的爭鬥......他看起來像是一條想掩蓋一切的毯子。我真的想要打敗他，但也想要讓他為我感到驕傲。” 但這種關係並非都是負面的：“我真的很喜歡和他在一起工作十年的日子”。在他的書中說道：“我與父親緊密地糾結在一起。我有一種強烈的欲望，也許出自於讓這位老先生感到光榮，也許只是純粹出自於一股傻勁，我可以向全世界證明我可以像他一樣出類拔萃。”
小沃森進入了在紐澤西州普林斯頓的普林斯頓翰中學(英語：Hun School of Princeton)
 他在自傳中聲稱，在他小時候，他的視力存在著“奇怪的缺陷”，當他試著閱讀時，書上的文字似乎會從頁面上掉了下來。結果，沃森在學校裡痛苦掙扎，他認為布朗大學錄取他全是因為看在他父親的面子上。他於1937年獲得商業學位。他於1941年與奧莉佛·考利（英語：Olive Cawley)（1918年-2004年）結婚。 共同育有六個孩子。
畢業後，小沃森成為IBM的推銷員，但他對這份工作興趣不大。在第二次世界大戰期間他擔任美國空軍飛行員是他人生的轉折點。那時他的弟弟“迪克”（亞瑟）沃森已經從耶魯大學輟學去當軍械少校。小沃森則成為中校飛行軍事指揮官。小沃森後來向記者承認，他本來希望的職業是航空公司飛行員。對他來說進行飛行非常容易，這是第一次他對自己的能力充滿信心。在他服役即將結束時，小沃森為福萊特·布拉德利(英語：Follett Bradley)少將工作，他建議小沃森應該追隨他在IBM的父親。在戰爭期間沃森經常飛去蘇聯莫斯科找擔任貸款租賃計劃執行官的布拉德利。在旅行中，他學會了俄語，後來因此讓他成為了美國駐蘇聯大使。
小沃森於1946年初回到IBM。六個月後，他升任為副總裁，並在四個月後成為董事會成員。他於1949年成為執行副總裁。

## IBM 總裁
小沃森於1952年成為IBM的總裁，並在他父親於1956年去世前不久被任命為公司的首席執行官。之前，IBM為了商業產品一直致力於電機打卡系統。老沃森除了像IBM選擇式序列電子計算機(英語：IBM SSEC)這一類的項目研發以外，因為價格昂貴且可靠性不佳而多次拒絕電子式電腦的研發。小沃森帶領公司走向了一個全新的方向，他雇用了數百名電子工程師，讓他們為大型電腦從事設計工作。當時IBM的許多技術專家也不認為電腦是實用的產品，因為當時全世界只有大約十幾台電腦。即使是新技術的支持者也低估了該產品的市場潛力。卡斯伯特·赫德從美國原子能委員會橡樹嶺國家實驗室買進計算機，來評估電腦產品是否有市場，如他預測“......他可以為三十幾台機器找到客戶。”
即便如此，直到20世紀50年代末，客制的美國空軍半自動對地電腦追踪系統(英語：SAGE)已佔了IBM計算機營業額的一半以上。公司從這些銷售中得到了些微的獲利，但正如小沃森所說：“它使我們能夠比其它人更早建立高度自動化的工廠，並讓我們可以培訓成千上萬的員工在電子領域中。” 
小沃森的決策是合理的，從長遠來看，它除了讓IBM重新定位到主導電腦市場的位置上。甚至在短期內也讓投資得到了回收， 收入在六年內增長為三倍之多，從1950年的2.149億美元增加到1956年的7.334億美元。這一驚人的增長速度幾乎與二戰時期相當，小沃森在他領導IBM的20年中維持了大約30％的複合增長率，這一記錄超越了他的父親。
儘管他的兒子在公司任職，老托馬斯也緊緊掌握控制權，一直到了1955年。小沃森描述了他父親的立場：“他想讓我成為IBM的負責人，但他不喜歡別人分享他的光彩。」 
在一個戲劇性的時刻，小沃森有效的掌控了公司的控制權，雖然是在幾個月後才正式移交。在反壟斷調查之後，政府提出了合意法令。小沃林看出合意法令試圖剝奪IBM一半的製卡量能，還好這大部份對公司是無妨的，因為未來的產能重點已轉移到電腦製造而不是製卡。另一個條件是，IBM必須同意直接銷售機器或出租機器。這在20世紀60年代後期出現了問題，使當時租賃公司認知到它所產生的融資漏洞。
這個決定的背後是在研發上投入更多的費用。當時其他高科技公司的研發費用佔公司支出的6％到9％之間，而IBM只花了3％用於研發。小沃森學到教訓，往後一直到20世紀90年代，IBM一直維持研發費用在9％（在小路易斯·V·格斯特納只將其降至6％）。相比之下，日本相同的研發數字平均為5.1％，儘管其它高科技公司甚至超過IBM水準，1983年佳能的支出為14.6％，而NEC的支出為13.0％。
該訓練計劃通過IBM的許多營運團隊運作，花了他之後超過五年的時間。小沃林認為他最重要的影響是阿爾伯特·林恩·威廉姆斯，他是一個受信賴的公共會計師，於1961年成為IBM的總裁。
儘管這個研發投資以及資訊革命的誕生，大部分功勞都歸功於小沃森，但他當時年邁的父親也展現了相當大的勇氣，儘管他長期致力於內部投資，但仍然支持他的兒子。據報導，他相信“守業比創業更難”。

## 研究與發展
在這兩兄弟中，小沃森對整個IBM產生了較大的影響，而迪克則負責國際業務。
在此之前，IBM主要著重在銷售組織，提供合適的產品。然而，小沃森推行的研發架構對現代高科技產業產生非常深遠的影響。在他的督促下建成的實驗室，在20世紀80年代後期，成了諾貝爾獎獲獎者。從此研發可以與市場營銷平起平坐，符合他原始的設定目標。
當小沃森在1949年開始投入研發時，據報導IBM比主要競爭對手UNIVAC的技術落後了兩年。在20世紀80年代，雖然IBM已可以比其他任何競爭對手的技術超前十年，但它衍生的問題似乎已經銷減了它這方面優勢。這對外界來說也許並不那麼明顯，因為新產品仍遵循20世紀20年代開始的保守發佈模式（延續到現在，產品發佈都力求利潤最大化）。
儘管有不存在於市場，做為試探市場風向球的“預發布”產品，但只有當市場已充分發展，且產品推出能獲得合理財務利潤時，IBM才會投入市場營銷資源。在實驗室中，他們能夠為未來幾十年的發展提前做獨立且不受商業需求干擾的預測性規劃。對於工業研究人員來說，這是一個理想的環境，對IBM來說也是非常具有生產力的。
IBM研發的第一個成果是IBM 7030 延伸計劃(英語：IBM 7030 Stretch program)開發的晶體管“超級電腦”，它比真空管704要強大一百倍。它未能達到其價格和性能目標，據報導耗資2000萬美元。雖然流傳在外界的謠言令人尷尬，但它不會是最後一個終止的IBM電腦系列。從IBM的角度來說，研發費用算是成本低廉，但獲得的經驗卻是非常寶貴。IBM的優勢之一是，直到20世紀80年代，它確實從失敗經驗中學習。大多數其他公司都忙於隱藏他們尷尬的錯誤，而沒好好利用他們獲得的寶貴資訊。而IBM非常善於利用這些特別從辛苦學習而來的實貴經驗。
後來從1958年IBM開始推出了三個電腦系列，包括用於大型政府業務的IBM 7070和IBM 7090，用於科學社區的IBM 1620和用於商業用途的IBM 1401。儘管許多觀察家認為小沃森只是在揮霍他父親所積累的資源，但這些新的研發領域非常成功，從1958年（11.7億美元）到1964年（23.1億美元），六年來IBM的銷售額再次翻倍，長時間維持IBM接近30％的複合增長率，幾乎只增不減。讓IBM可以不需要外部資金而獨立營運。
在20世紀60年代早期，他負責監督IBM System / 360項目，該項目生產一系列使用相同週邊，運行相同軟體的電腦。 由於360系列產品與IBM以前的產品並不相容，因此對公司來說是一個巨大的風險。儘管出貨延遲，但產品在1964年推出後廣受好評，《財星》雜誌稱之為“IBM的50億美元豪賭”最終得到了回報。

## 延伸閱讀
- Rodgers, William; Think: A Biography of the Watsons and IBM, Stein and Day, 1969 SBN 8128-1226-3
- Tedlow, Richard S. (2003). The Watson Dynasty: The Fiery Reign and Troubled Legacy of IBM's Founding Father and Son. New York: HarperBusiness. ISBN 978-0-06-001405-6
- Watson Jr., Thomas J., (1963) A Business and its Beliefs - The Ideas that Helped build IBM (McKinsey Lectures), M-H, 1963, 107pp
- Watson Jr., Thomas J.; Petre, Peter. . Bantam. 1990. ISBN 0-553-07011-8.
- Watson Jr., Thomas J. (1993) Pacific Passage: A South Pacific Adventure with Sailor, Explorer, Aviator and Former IBM Chief Executive Tom Watson, Mystic Seaport, 1993, 179pp (Originally published in 1980 as Logbook for Helen)

## 外部連結
- Oral history interview, April 25, 1985. Charles Babbage Institute, University of Minnesota, Minneapolis.  Interviewer was Arthur L.C. Humphreys
- IBM biography of Watson Jr. （页面存档备份，存于）

| 商界職務                       | 商界職務                   | 商界職務                 |
| ------------------------------ | -------------------------- | ------------------------ |
| 前任者： 托馬斯·J·沃生         | IBM首席執行長 1956–1971    | 繼任者： T·文森特·李爾森 |
| 美國童軍                       |                            |                          |
| 前任者： 埃爾斯沃思·H·奧古斯都 | 美國童子軍總會長 1964–1968 | 繼任者： 歐文·費斯特     |
| 外交職務                       |                            |                          |
| 前任： 馬爾科姆·湯             | 美國駐蘇聯大使 1979–1981   | 繼任： 阿圖·A·哈特曼     |

Template:US Ambassadors to Russia